# 감각적 소비
감각적 소비는 감각적인 분위기와 느낌을 좋아해 의류나 문구 용품 등을 구입할 때 품질, 가격, 기능보다 디자인이나 색상, 패션만을 중시하는 소비형태이다.